# 영상 프로젝터

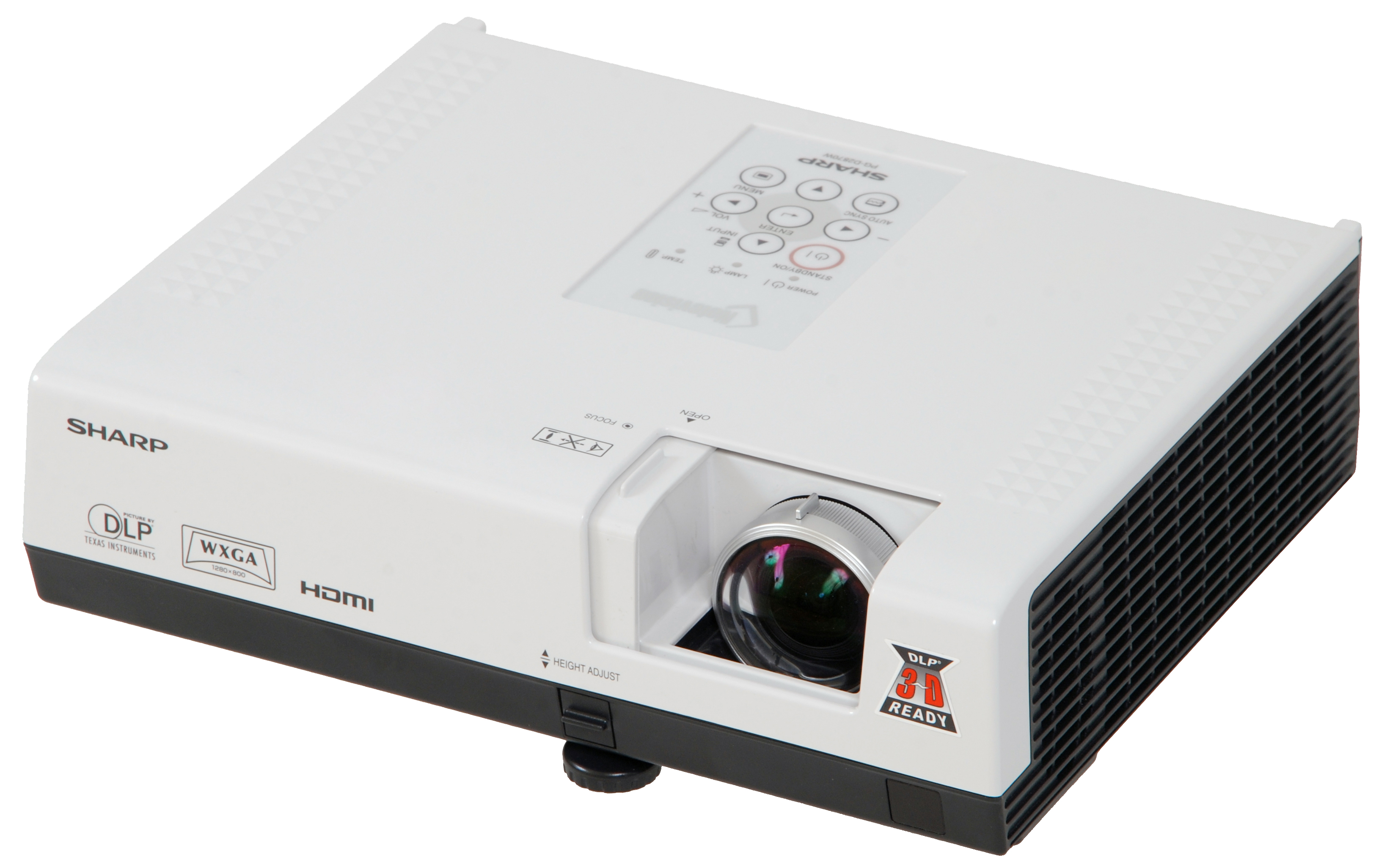
표준 폼 팩터의 프로젝터: 디지털 광원 처리 기술을 사용하는 샤프의 PG-D2870 프로젝터

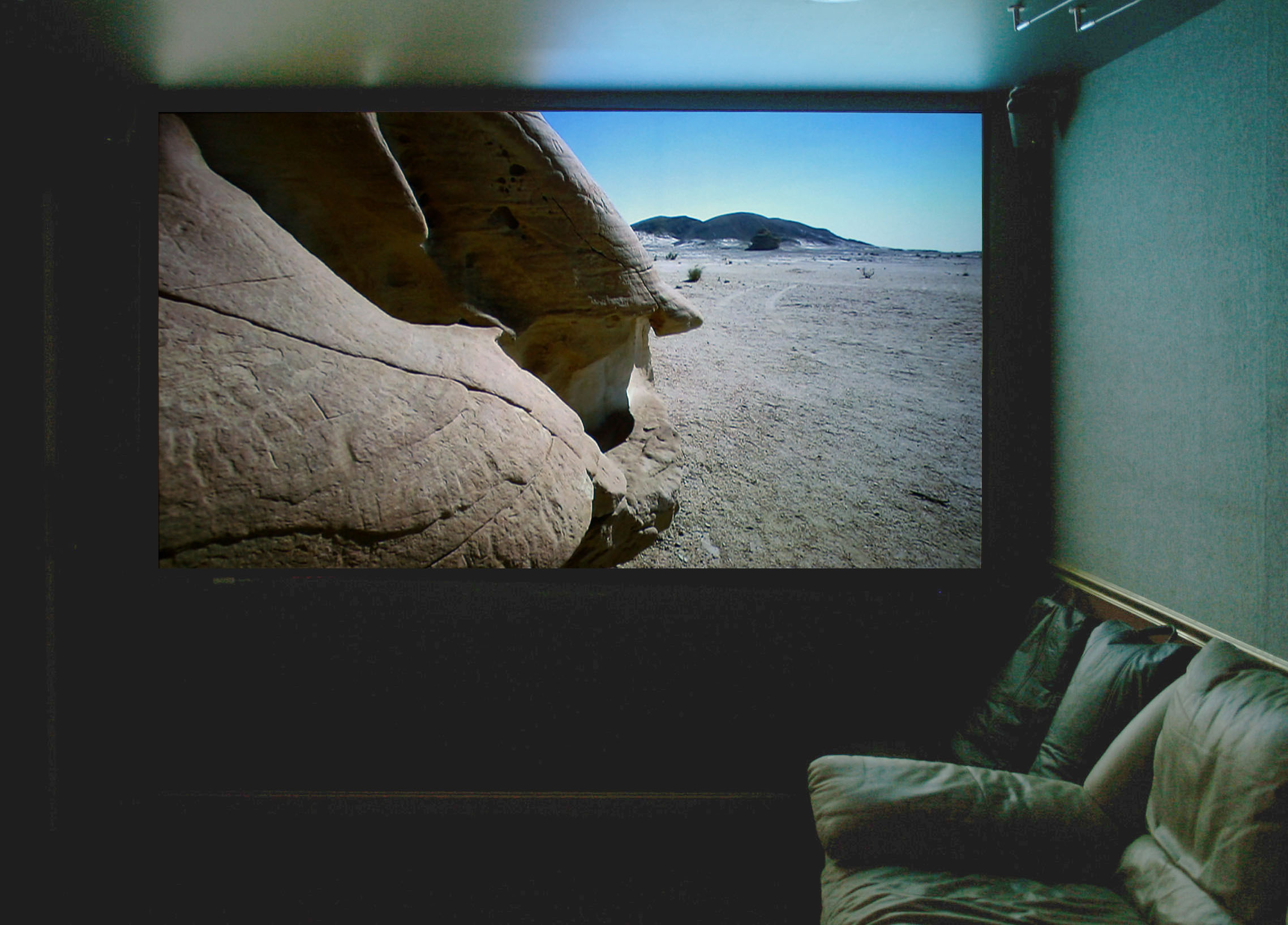
홈 시어터의 비디오 프로젝터 이미지

영상 프로젝터 또는 비디오 프로젝터(video projector)는 비디오 신호를 받아 렌즈 시스템을 사용하여 해당 이미지를 영사막에 투사하는 영사기이다. 비디오 프로젝터는 매우 밝은 초고성능 램프(특수 수은 아크 램프), 제논 호등, 금속할로겐화물등, LED 또는 고체 블루, RB, RGB 또는 광섬유 레이저를 사용하여 이미지를 투사하는 데 필요한 조명을 제공한다. 대부분의 최신 프로젝터는 수동 설정을 통해 곡선, 흐림 및 기타 불일치를 수정할 수 있다.
비디오 프로젝터는 회의실 프레젠테이션, 교실 교육, 홈 시어터, 영화관, 콘서트 등 다양한 용도로 사용되며, 대부분 오버헤드, 슬라이드 및 기존 영사기를 대체했다. 학교 및 기타 교육 환경에서 때로는 대화형 화이트보드에 연결되기도 한다. 20세기 후반에는 홈 시네마에서 보편화되었다. 대형 LCD TV 화면이 상당히 인기를 얻었음에도 불구하고, 비디오 프로젝터는 여전히 많은 홈 시어터 애호가들 사이에서 흔히 사용된다. 일부 응용 분야에서는 비디오 프로젝터가 대형 모니터나 LED 스크린으로 대체되거나 대체 방안이 모색되었다.

## 개요
디지털 프로젝터라고도 알려진 비디오 프로젝터는 기존의 반사형 영사막에 투사하거나, 반투명 리어 프로젝션 텔레비전이 있는 캐비닛에 내장되어 단일 통합 디스플레이 장치를 형성할 수 있다.
일반적인 해상도는 SVGA (800×600 화소), XGA (1024×768 화소), SXGA+ (1400×1050 화소), 720p (1280×720 화소), 1080p (1920×1080 화소), 4K UHD (3840×2160)를 포함하며, 16:10 종횡비 해상도인 WXGA+ (1280×800 화소) 및 WUXGA (1920×1200 화소)도 포함한다.
청색 레이저가 사용될 경우, 인광 휠이 청색광을 백색광으로 변환하는 데 사용되며, 이는 백색 LED의 경우에도 마찬가지이다. (백색 LED는 레이저를 사용하지 않는다.) 휠은 레이저 다이오드에 의해 발생하는 열로 인해 인광체가 분해되는 것을 막아 수명을 연장하기 위해 사용된다. 원격 광섬유 RGB 레이저 랙은 프로젝터에서 멀리 떨어진 곳에 배치할 수 있으며, 여러 랙이 단일 중앙실에 수용될 수 있다. 각 프로젝터는 최대 두 개의 랙을 사용할 수 있으며, 각 랙에는 여러 단색 레이저가 장착되어 그 빛이 혼합되어 광섬유를 사용하여 프로젝터 부스로 전송된다. RB 레이저를 사용하는 프로젝터는 기존의 고체 적색 레이저와 함께 인광 휠이 있는 청색 레이저를 사용한다.
프로젝터의 비용은 일반적으로 기본 기술, 기능, 해상도 및 광 출력에 따라 결정된다. 더 큰 화면이나 주변 조명이 많은 방에는 더 높은 광 출력(루멘 단위로 측정)을 가진 프로젝터가 필요하다. 예를 들어, 약 1500~2500 ANSI 루멘의 광 출력은 주변 조명이 낮은 방에서 작은 화면을 보는 데 적합하며, 약 2500~4000 루멘은 주변 조명이 일부 있는 중간 크기 화면에 적합하고, 회의실과 같이 조명 제어가 되지 않는 방에서 매우 큰 화면을 사용하려면 4000 루멘 이상이 필요하다. 고휘도 대형 모델은 이사회실, 강당 및 기타 주요 공간에서 점점 더 흔해지고 있으며, 콘서트, 기조연설 및 건물 투사와 같은 대형 무대 응용 분야에서는 최대 75,000 루멘의 모델이 사용된다. 비디오 프로젝터는 6개의 DLP 칩(3개는 디스플레이용, 3개는 로컬 디밍용)을 사용하여 로컬 백라이트 디밍과 유사한 메커니즘으로 더 높은 명암비를 달성할 수 있다.
일부 캠코더에는 작은 투사에 적합한 내장 프로젝터가 있으며, 더 강력한 "피코 프로젝터"는 주머니 크기이며, 많은 프로젝터는 휴대용이다.

## 투사 기술

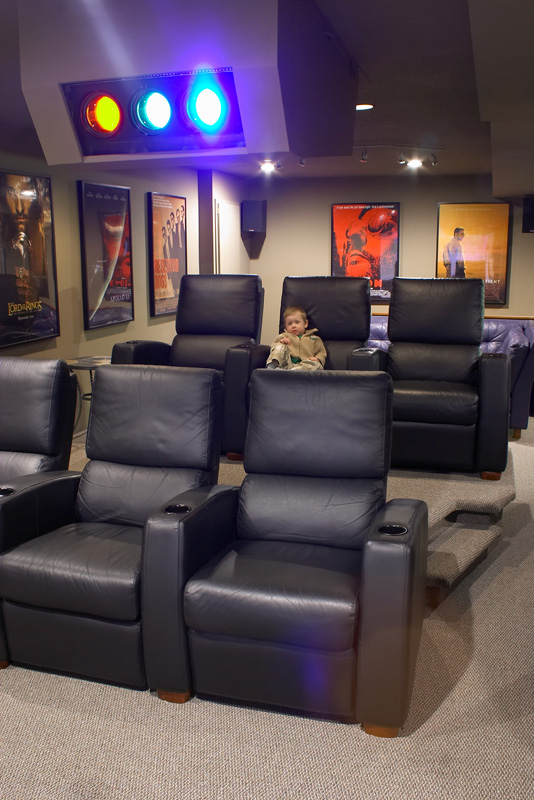
제니스 일렉트로닉스 1200 CRT 프로젝터 기반 홈 시어터, 약 2006년

- LCD 프로젝터는 LCD 라이트 게이트를 사용한다. 이는 가장 간단한 시스템으로, 홈 시어터 및 비즈니스 용도로 가장 일반적이고 저렴한 것 중 하나이다. 일반적인 문제로는 눈에 보이는 스크린 도어 또는 픽셀화 효과와 열 및 자외선 분해로 인한 LCD 패널의 열화로 인해 이미지에 변색된 반점이나 구멍이 생기는 것이지만, 최근 발전으로 일부 모델에서는 이러한 문제의 심각성이 줄어들었다.
- DLP 프로젝터는 텍사스 인스트루먼트의 DLP 기술을 사용한다. 이는 1개에서 3개의 극소 제작된 광 밸브인 디지털 마이크로미러 장치(DMD)를 사용한다. 단일 및 이중 DMD 버전은 미러 재생 시간에 맞춰 회전하는 컬러 휠을 사용하여 색상을 조절한다. 단일 또는 이중 DMD 종류의 가장 일반적인 문제는 눈을 움직일 때 일부 사람들이 인식하는 보이는 무지개 현상이다. 더 빠른 속도(2배 또는 4배)와 최적화된 컬러 휠을 갖춘 최신 프로젝터는 이러한 효과를 줄였다. 3칩 DLP 프로젝터는 각 원색을 동시에 표시하므로 이러한 문제가 없으며 더 높은 광 출력과 더 정확한 색상 재현을 제공하지만 비용이 상당히 높으므로 3칩 DLP 기술은 일반적으로 대형 공간, 고휘도 모델 및 디지털 시네마 프로젝터에 사용된다.
- LCoS 프로젝터. 이러한 프로젝터는 종종 파장 영역에서 빛을 처리하며, 이는 제르니케 다항식을 사용하여 광학 수차를 보정할 수 있도록 한다.[13] 일부 상용 기술에는 다음이 포함된다:
  - D-ILA JVC의 LCoS 기술 기반 직접 구동 이미지 광 증폭기.
  - SXRD 소니의 독점 LCoS 기술 변형.
- LED 프로젝터는 이미지 생성을 위해 위에서 언급한 기술 중 하나를 사용하며, LED 배열을 광원으로 사용하여 램프 교체가 필요 없게 한다.
- 카시오에서 개발한 하이브리드 LED 및 반도체 레이저 시스템. LED와 445nm 반도체 레이저를 광원으로 조합하여 사용하며, 이미지는 DLP 칩으로 처리된다.
- 반도체 레이저 프로젝터는 마이크로비전(Microvision)과 아악사 테크놀로지스(Aaxa Technologies)에서 개발되었다. 마이크로비전 프로젝터는 마이크로비전의 특허받은 MEMS 레이저 빔 스티어링 기술을 사용하는 반면, 아악사 테크놀로지스는 광원으로 반도체 레이저와 함께 LCoS를 사용한다.
- 레이저 프로젝터는 단색 청색 레이저 광원을 사용하여 노란색 인광 매체를 여기시켜 넓은 스펙트럼의 빛을 생성한다. 이 광대역 스펙트럼의 빛은 컬러 휠로 원색으로 분리되어 단일 및 3칩 DLP, LCD 및 LCoS를 포함한 대부분의 일반적인 투사 기술에 사용된다.[14] 프로젝터에 사용되는 일반적인 레이저 광원은 광 출력이 50%로 감소하기 전까지 20,000시간으로 정격되어 있는 반면, 램프는 밝기가 빨리 줄어들어 짧게는 1000~2000시간 만에 교체해야 한다.

### 구식 기술
- CRT 프로젝터는 브라운관을 사용한다. 한때 비디오 프로젝션 시장을 지배했지만, 제한된 광 출력, 크기, 무게 및 복잡한 정렬의 필요성 때문에 디지털 프로젝터에 의해 대체되었고 더 이상 생산되지 않는다.
- 아이돌포어(Eidophor) 오일 필름 프로젝터.
- LIA(Light Image Amplifier) 광 밸브.
- ILA, 휴즈-JVC에서 판매. JVC의 D-ILA 제품의 전신이다.
- 슈미트-CRT, 클로스 비디오에서 개발.
- 탈라리아 오일 필름 프로젝터.

## DIY 비디오 프로젝터
일부 취미 활동가들은 저비용으로 자가 제작(DIY) 프로젝터를 만든다. 이들은 키트, 조달 부품 또는 처음부터 프로젝터를 제작하며, 텔레비전, 휴대폰 화면 또는 LED 조명을 광원으로 사용한다. 가정 및 교실 사용을 위한 DIY 제작 계획은 인터넷을 통해 얻을 수 있다.

## 같이 보기
- 3LCD
- 디스플레이 기술 비교
- 디지털 시네마
- 정보 격차
- 핸드헬드 프로젝터
- 홀로그래픽 스크린
- 풍선 영사막
- 대형 스크린 텔레비전 기술
- 라이브 이벤트 지원
- 프로젝션 매핑
- 영사막
- 스크린 도어 효과
- 비디오 디자이너